# Машадеахел
Машадеахел (Машадахел) (д/н — 245/246) — цар (коре) Куша близько 228—246 років.

## Життєпис
Походження достеменно невідоме, до того ж його ім'я незвичне для кушитських царів. Згадка про нього міститься лише в написі на жертовній таблички в піраміді W113 в Мерое. Стосовно належності цього поховання Машадеахелу у вчених є значні сумніви.
Напевне був узурпатором, який десь у 220-х роках повалив царя Ариесебохе (родича за жіночою лінією), зміг протриматися на троні протягом майже 20 років. Повалений близько 246 року. Наступник володарем став Текерідеамані II.